# عملیات‌های منتسب به اسرائیل در ایران

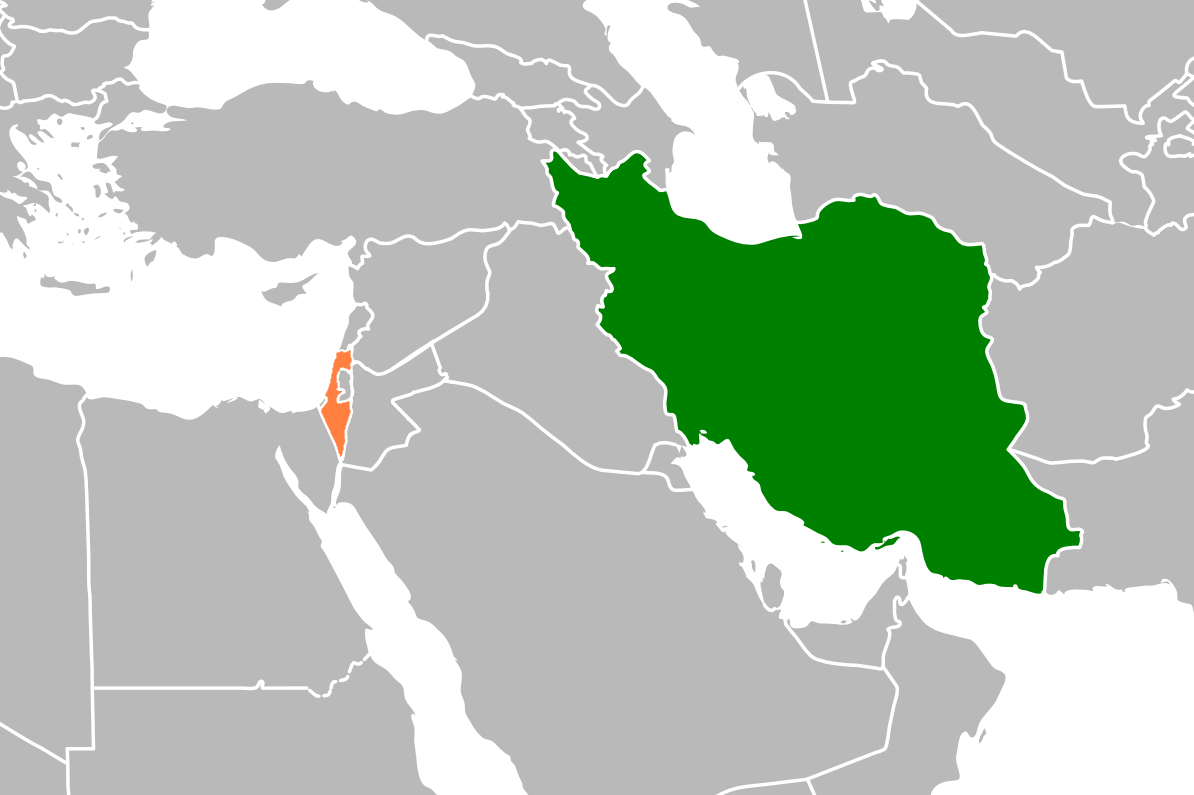
ایران (سبز رنگ) و مکان استقرار نیروهای اسرائیلی (نارنجی رنگ) در نقشه جهان.

عملیات‌های منتسب به اسرائیل در ایران، فهرستی است از عملیات‌های خرابکارانه شکل گرفته در ایران که در افکار عمومی یا گفتار مقامات ایرانی به اسرائیل نسبت داده شده است. اسرائیل مسئولیت بسیاری از این عملیات‌ها را به صورت رسمی قبول نکرده است. مقامات اسرائیل همواره خود را در مواجه با جمهوری اسلامی ایران و عقاید مورد تبلیغ آنها معرفی کرده‌اند.

## مسئولیت عملیات‌ها
اسرائیل به ندرت زیر بار مسئولیت اینگونه اقدام‌ها رفته است. با این حال، پیچیدگی بسیاری از عملیات‌ها، نیازمند ماه‌ها و سال‌ها برنامه‌ریزی، پشتیبانی لجستیک و مالی و از همه مهم‌تر شبکه‌ای گسترده از جاسوسان، مأموران امنیتی و تیم‌های ضربت بوده است. موضوعی که گمانه‌زنی دربارهٔ حضور یک دولت پشت این حملات را تقویت می‌کند. به گزارش بی‌بی‌سی تنها موردی که در سال‌های اخیر اسرائیل مسئولیت آن را به عهده گرفته سرقت «اسناد برنامه هسته‌ای ایران» از مرکزی در تهران بود.

### از نظر بین‌المللی
رونن برگمن، روزنامه‌نگار در امور نظامی-امنیتی، اسرائیل را در پشت پرده عملیات‌های بسیاری در ایران از جمله ترور دانشمندان هسته‌ای می‌داند. برخی از رسانه‌های آمریکایی اما این ترورها را با حمایت اسرائیل و به دست سازمان مجاهدین خلق می‌دانند. به عقیده این روزنامه‌نگار از سال ۲۰۱۷ اسرائیل روی سیاست تهاجمی‌تر علیه ایران حساب باز کرده است.
ادوارد اسنودن، کارمند سابق سازمان اطلاعات مرکزی آمریکا، در مصاحبه‌ای با اشپیگل دربارهٔ بدافزار استاکس‌نت گفته بود که آمریکا با همکاری اسرائیل این بدافزار را تولید و به تأسیسات هسته‌ای ایران وارد کرده بود. برخی رسانه‌های آمریکایی می‌گویند با دستور باراک اوباما از یکسال قبل از توافق هسته‌ای ایران با آمریکا، عملیات‌های خرابکارانه در ایران، متوقف شده است.

### از نظر مقامات جمهوری اسلامی ایران
تلویزیون ایران با پخش مستندهای تهیه شده از بازداشت شدگان پس از برخی ترورها و عملیات‌ها در ایران، مسئولیت این عملیات را سرویس‌های اطلاعاتی اسرائیل معرفی کرده است. اعترافاتی که به اعتراف‌های تحت فشار مشهور شده است.

### از نظر مقامات اسرائیل
مقامات اسرائیل به فعالیت‌های خرابکارانه در ایران اذعان دارند اما همه این فعالیت‌ها را مربوط به خود نمی‌دانند. بنی گانتس، وزیر دفاع اسرائیل در جریان مصاحبه‌ای با یک شبکه رادیویی کشورش، گفت: «اینطور نیست که هر حادثه‌ای که در ایران روی می‌دهد لزوماً ارتباطی با ما داشته باشد.» مقامات اسرائیلی عموماً از پاسخ دربارهٔ نقششان در حملات صورت گرفته در ایران، طفره می‌روند و آن را تکذیب یا تأیید نمی‌کنند. یوسی کوهن، رئیس وقت موساد، از نفوذ در قلب تهران خبر داده است.

## فهرست عملیات‌ها
| ردیف | تاریخ | عملیات                                              | نتیجه | مسئولیت |
| ---- | ----- | --------------------------------------------------- | --- | --- |
| ۱    | ۱۳۸۵  | ترور اردشیر حسین‌پور                                 | ترور اردشیر حسین‌پور دانشمند هسته‌ای ایران از طریق مسمویت رادیواکتیو                                                                                   | به نقل از منبع اطلاعاتی وی توسط موساد، سرویس امنیتی اسرائیل ترور شده است. |
| ۲    | ۱۳۸۶  | انفجار در پارچین                                    | انفجار یک مخزن گاز در منطقه عمومی پارچین | در 30 ژوئن 2020، مقامات آمریکایی و اسرائیلی در گفتگو با نیویورک تایمز گفتند که آنها "هیچ ارتباطی با" انفجار پارچین ندارند. |
| ۳    | ۱۳۸۸  | ترور مسعود علی‌محمدی                                 | وی در مقابل منزلش در تهران توسط یک بمب کنترل از راه دور که به موتورسیکلت پارک شده در خیابان متصل شده بود، ترور شد.                                   | یکی از مجریان ترور،مجید جمالی فشی در 15 مه 2012 به قتل محکوم و اعدام شد.او اظهار داشت که به دستور موساد عمل کرده و در تل آویو آموزش دیده است. |
| ۴    | ۱۳۸۹  | ترور فریدون عباسی                                   | در 29 نوامبر 2010، عباسی مجروح شد و از یک سوء قصد در یکی از خیابان های تهران جان سالم به در برد.                                                     | |
| ۵    | ۱۳۸۹  | ترور مجید شهریاری                                   | مجید شهریاری از دانشمندان هسته‌ای ایران بود که با نصب بمب بر روی ماشینش ترور شد.                                                                      | این ترور امضای موساد اسرائیل را به همراه داشت .آن ها در طول سال ها عملیات مشابهی را در خاک خارجی انجام داده است. |
| ۶    | ۱۳۸۹  | ورود استاکس‌نت به به تاسیسات هسته‌ای ایران در بوشهر   | این بدافزار هیچ ضربه اساسی به تأسیسات هسته‌ای ایران وارد نکرد و منجر به معیوب شدن تعدادی از سانترفیوژهای ایران شد.                                    | مجله تایمز به نقل از یک مقام امنیتی دست داشتن اسرائیل در این عملیات را اعلام کرد اما ایران آن را یک حادثه دانست. |
| ۷    | ۱۳۹۰  | ترور داریوش رضایی‌نژاد                               | 23 جولای 2011 داریوش رضایی نژاد، توسط دو مرد مسلح موتورسیکلت در تهران کشته شد.                                                                       | |
| ۸    | ۱۳۹۰  | ترور مصطفی احمدی روشن                               | مصطفی احمدی روشن یکی دیگر از دانشمندان هسته ای ایران بود که مورد هدف رژیم تروریستی اسرائیل قرار گرفت. وی معاون بازرگانی نیروگاه اتمی نطنز ایران بود. | یک موتورسوار به خودروی حامل خود بمب الکترومغناطیسی متصل کرد و انفجار منجر به کشته شدن احمدی روشن و راننده اش رضا قشقایی فرد شد. |
| ۹    | ۱۳۹۰  | انفجار در زاغه مهمات سپاه پاسداران در شهرستان ملارد | بر اثر این انفجار ۱۷ نفر از جمله حسین تهرانی مقدم (پدر صنعت موشکی ایران) کشته شدند.                                                                  | |
| ۱۰   | ۱۳۹۵  | آتش‌سوزی‌های ایران در ۱۳۹۵                            | پانزده آتش‌سوزی در تأسیسات پتروشیمی ایران در سال ۱۳۹۵ شکل گرفت که تلفات مالی و جانی داشت.                                                             | مقامات ایرانی وجود ویروس در این پالایشگاه‌ها را تأیید و آمریکا و اسرائیل را مسئول آن معرفی کردند. |
| ۱۱   | ۱۳۹۷  | حملات سایبری به تأسیسات ارتباطی                     | حمله به تأسیسات وزارت ارتباطات ایران با بدافزار توسعه یافته استاکس‌نت                                                                                 | مقامات ایران از نقش اسرائیل خبر دادند |
| ۱۲   | ۱۳۹۹  | آتش‌سوزی‌ها و انفجارهای ایران در ۱۳۹۹                 | چندین انفجار در تأسیسات نظامی و صنعتی ایران از جمله تأسیسات هسته‌ای نطنز                                                                              | گروهی با عنوان یوزپلنگان وطن مسئولیت برخی از این حملات را قبول کردند اما برخی تحلیلگران از نقش اسرائیل خبر داده‌اند. |
| ۱۳   | ۱۳۹۹  | حمله سایبری به بندر رجایی در ایران                  | حمله سایبری به بندر رجایی با اخلال در روند عادی این بندر مواجه شد.                                                                                   | مقامات امنیتی اسرائیل و همین‌طور مقامات ایران، این حمله سایبری را کار اسرائیل دانسته‌اند. |
| ۱۴   | ۱۳۹۹  | ترور ابومحمد المصری                                 | ترور ابومحمد المصری نفر دوم القاعده به همراه دخترش در تهران                                                                                          | آسوشیتدپرس مدعی شد که این ترور با همکاری آمریکا و اسرائیل انجام شده است. |
| ۱۵   | ۱۳۹۹  | ترور محسن فخری‌زاده                                  | ترور محسن فخری‌زاده از دانشمندان هسته‌ای ایران | مقامات ایرانی اسرائیل مسئول مستقیم این ترور معرفی کردند و قول به انتقام دادند. نیویورک تایمز به نقل از سه مقام امنیتی این ادعا را تأیید کرد. |
| ۱۶   | ۱۴۰۱  | حسن صیادخدایی                                       | ترور حسن صیادخدایی به ضرب ۵ گلوله در تهران | روزنامه نیویورک تایمز و خبرگزاری سی‌ان‌ان فاش کردند که این ترور برعهده اسرائیل بوده است. |
| ۱۷   | ۱۴۰۲  | ربودن یوسف شهبازی عباسعلی‌لو                         | ربایش یوسف شهبازی عباسعلی‌لو از ایران و انتقال به اسرائیل                                                                                             | خبر این ربایش را یکی از مقامات موساد منتشر کرده است. |
| ۱۸   | ۱۴۰۲  | انفجار در کرمان                                     | انفجار دو عامل انتحاری در سالگرد قاسم سلیمانی در کرمان که منجر به مرگ ۹۵ نفر شد                                                                      | مقامات ایرانی در ابتدا اسرائیل را مسئول این حمله معرفی کردند، اسرائیل دست داشتن در این حمله را تکذیب کرد و یک روز بعد، داعش مسئولیت این انفجار را پذیرفت. |
| ۱۹   | ۱۴۰۳  | ترور اسماعیل هنیه                                   | انفجار در محل اقامت اسماعیل هنیه که برای مراسم تحلیف ریاست جمهوری ایران، به این کشور سفر کرده بود                                                    | مقامات ایرانی در ابتدا اسرائیل را مسئول حمله اعلام کردند اما اسرائیل هیچ واکنشی به این خبر اعلام نکرد. رسانه‌های اسرائیلی بعدا از چگونگی این ترور توسط عوامل موساد، خبرهایی را منتشر کردند.                                                                             |
| ۲۰   | ۱۴۰۳  | حمله به پدافند هوایی اصفهان                         | حمله به سامانه پدافندی ایران در اصفهان | در پی عملیات وعده صادق ۱ از سوی ایران و حمله مستقیم پهپادی و موشکی ایران به خاک اسرائیل در انتقام از حمله اسرائیل به کنسولگری ایران در سوریه، این حمله صورت گرفت. بر اساس گزارش‌ها در این حمله، یک سامانه پدافندی ایران در اصفهان هدف اصابت موشک‌های اسرائیلی قرار گرفت. |
| ۲۱   | ۱۴۰۳  | حمله به سایت‌های موشکی و پدافندی ایران               | حمله به سایت‌های موشکی و سامانه‌های پدافندی ایران در نقاط مختلف ایران                                                                                  | در پی عملیات وعده صادق ۲ که ایران در پاسخ به ترور حسن نصرالله و نیلفروشان و ترور اسماعیل هنیه انجام گرفت، اسرائیل در پاسخ به این حمله موشکی به پایگاه‌های هوایی خود در خاک اسرائیل، به برخی سایت‌های موشکی ایران و چند سامانه پدافندی آن حمله کرد.                       |

## پیامدها
مقامات ایران بارها خبرهایی از دستگیری جاسوس‌های اسرائیلی در ایران را منتشر کرده‌اند.

### انتقام
پس از ترور اسماعیل هنیه در ایران و کمی بعد از عملیات وعده صادق که در پاسخ به حمله اسرائیل به ساختمان کنسولگری ایران در سوریه انجام شد؛ اینبار نیروهی ایرانی، اسرائیل را تهدید کردند که انتقام سختی از ترور اسماعیل هنیه در ایران خواهند گرفت. در پی همین تهدیدها، ایران در اکتبر ۲۰۲۴، حملاتی را به خاک اسرائیل تدارک دید که در آنها پایگاه‌های هوایی اسرائیل، مورد تهاجم موشکی نیروهای سپاه پاسداران جمهوری اسلامی ایران قرار گرفت. این عملیات که پس از وعده صادق ۱ انجام گرفته بود، از سوی ایران وعده صادق ۲ نامگذاری شد. پس از پاسخ اسرائیل به این حملات و هدف قرار دادن برخی اماکن نظامی ایران در اکتبر ۲۰۲۴، مجدد مقامات ایران تهدید کردند که در پاسخ به این حمله، حملات دیگری به اسرائیل خواهند داشت.

## همچنین ببینید
- شیطان بزرگ
- شعارهای سیاسی دوران جمهوری اسلامی ایران
- تأسیسات هسته‌ای نطنز
- حملات هوایی نوار غزه (دسامبر ۲۰۰۸)
- صلاح زواوی
- موسسه دموکراسی اسرائیل
- سپاه بدر